# Filarmónica de Chernivtsí
La Filarmónica de Chernivtsí (en ucraniano: Чернівецька обласна філармонія, lit. 'filarmónica regional de Chernivtsí') es una sala de conciertos ubicada en el centro de Chernivtsí, Ucrania. La filarmónica es la más importante del óblast de Chernivtsí y forma parte de la red de salas filarmónicas estatales de Ucrania. 

## Historia
El edificio actual se completó en 1876-1877, construido en tiempos del Imperio austrohúngaro por donaciones voluntarias como sala de conciertos de la Sociedad de Música de Ucrania para la promoción musical en Bucovina.  
La entidad Filarmónica de Chernivtsí se fundó en 1940, con un coro folclórico y una banda musical. Durante la ocupación del óblast de Chernivtsí por los invasores rumanos-alemanes en la Segunda Guerra Mundial, casi todo el equipo creativo trabajó en la evacuación. En 1944, tras la expulsión de los invasores, se fundó el Grupo de Danza y Canto de Bucovina de Ucrania.  
La orquesta de cámara actúa desde 1975 y en 1978 ganó el concurso nacional de conjuntos de música de cámara en Kiev.
En 1992 se fundó la Orquesta Sinfónica Filarmónica de Chernivtsí y en 1993 el Coro de Cámara. La sala filarmónica se convirtió en el punto de partida de artistas como Jan Tabachnik, Sofia Rotaru y Sophia Agranovich. La sala de órgano y música de cámara se inauguró el 18 de agosto de 1992, en el aniversario de la independencia de Ucrania. 
En 2020, el edificio de la Filarmónica fue equipado para personas con necesidades especiales.
El 26 de diciembre de 2020 aquí tuvo lugar el estreno mundial de la ópera infantil Kuts, de Stefania Turkevych.

## Espectáculos
La filarmónica se emplea como lugar de ensayo y sala de conciertos de músicos y bandas musicales que interpretan no sólo música clásica, sino también folclórica. La sala es sede de concursos musicales y acogió a músicos como Enrico Caruso, Solomiya Krusgelnitska, Fiódor Shaliapin, Mikola Lisenko o Sidi Tal. Hoy en día, la sala todavía alberga varias clases de música. 